# Caterpillar (альбом)
Caterpillar — сорок пятый студийный альбом итальянской певицы Мины, выпущенный в 1991 году на лейбле PDU. На двойном альбоме — как и обычно — представлена часть с кавер-версиями известных мировых и итальянских хитов, а также часть с новым оригинальным материалом. Альбом дебютировал на 4-м месте в итальянском хит-параде, а также достиг 52-го места в общеевропейском чарте.

## Список композиций
| №                   | Название                        | Автор(ы)                          | Длительность |
| ------------------- | ------------------------------- | --------------------------------- | ------------ |
| 1.                  | «Stardust»                      | Митчелл Пэриш, Хоги Кармайкл      | 3:54         |
| 2.                  | «La casa del serpente»          | Ивано Фоссати                     | 6:10         |
| 3.                  | «Canto (Anche se sono stonato)» | Лео Кьоссо, Лелио Луттацци        | 3:13         |
| 4.                  | «I’m a Fool To Care»            | Тед Даффан                        | 3:03         |
| 5.                  | «Love Me, Please Love Me»       | Мишель Польнарефф, Фрэнк Джеральд | 3:55         |
| 6.                  | «Doodlin'»                      | Хорас Сильвер                     | 4:36         |
| 7.                  | «California»                    | Джанна Наннини                    | 5:29         |
| 8.                  | «Lo shampoo»                    | Джорджо Габер                     | 3:39         |
| 9.                  | «Love Me Tender»                | Элвис Пресли, Вера Мэтсон         | 4:03         |
| 10.                 | «Legata ad uno scoglio»         | Лео Кьоссо, Лелио Луттацци        | 2:25         |
| Общая длительность: | Общая длительность:             | Общая длительность:               | 40:29        |

| №                   | Название            | Автор(ы)                                            | Длительность |
| ------------------- | ------------------- | --------------------------------------------------- | ------------ |
| 1.                  | «Il corvo»          | Марко Луберти                                       | 3:44         |
| 2.                  | «Acquolina»         | Самуэле Кьерри, Роберто Коста                       | 5:00         |
| 3.                  | «Lunarità»          | Самуэле Кьерри, Фабио Синигалья                     | 5:05         |
| 4.                  | «Flamenco»          | Джорджо Калабрезе, Массимилиано Пани, Массимо Боцци | 4:24         |
| 5.                  | «Traditore»         | Джорджо Фалетти                                     | 4:33         |
| 6.                  | «Fermi»             | Самуэле Черри, Мауро Паолуцци                       | 4:49         |
| 7.                  | «Il genio del bene» | Маурицио Моранте                                    | 4:07         |
| 8.                  | «L’indifferenza»    | Сильвестро Лонго, Карло Амброзио                    | 4:55         |
| 9.                  | «Amanti»            | Джино Де Никола, Никола Ди Баттиста                 | 5:15         |
| Общая длительность: | Общая длительность: | Общая длительность:                                 | 41:56        |

## Чарты
| Чарт (1991)              | Высшая позиция |
| ------------------------ | -------------- |
| Европа (Music & Media)   | 52             |
| Италия (Musica e dischi) | 4              |

| Чарт (1991)              | Позиция |
| ------------------------ | ------- |
| Италия (Musica e dischi) | 30      |